# José Miranda Heras
José Miranda Heras (Lodosa, 28 de julio de 1928 - Pamplona, 21 de julio de 2020) fue un médico pediatra español. Presidente de la Asociación Navarra en Defensa de la Vida (Andevi), y profesor de la Universidad de Navarra.

## Biografía
Su padre era médico. José continuó la tradición familiar estudiando medicina en la Universidad de Zaragoza. Durante la carrera universitaria sacó las oposiciones de interno pensionado, y trabajó durante dos años con niños con meningitis tuberculosa. Al concluir la licenciatura (1950), se trasladó a la Ciudad Condal donde realizó la especialidad de Pediatría en la Universidad de Barcelona, con el profesor Ramos Fernández. En 1958, mientras realizaba la parte experimental de su tesis doctoral en el laboratorio de Fisiología, contactó con el doctor Juan Jiménez Vargas.
Entre 1956 y 1958 vivió en Córdoba, como médico de la Seguridad Social. En la Semana Santa de 1958, en la capital andaluza, Jiménez Vargas le propuso incorporarse  a la Escuela de Medicina de la Universidad de Navarra, que se había creado cuatro años antes.
Tras una reunión de Jiménez Vargas con varios jóvenes médicos en el llamado Congresillo de Echauri Miranda se trasladó en octubre de 1958 a Pamplona, alojándose en el Colegio Mayor Aralar. En la capital navarra colaboró decididamente en la puesta en marcha del Departamento de Pediatría y Puericultura de la Universidad de Navarra. Desde el curso 1959-60 hasta 1961-62 impartió esta materia a los alumnos de medicina, junto con la de Puericultura en la Escuela de Enfermería, creada también en 1954. Fue uno de los pioneros que, bajo las órdenes del doctor Eduardo Ortiz de Landázuri, impartió las primeras clases prácticas a los estudiantes de Medicina. Entre 1959 y 1962 trabajó en una consulta médica, dentro del ámbito docente universitario.
En 1960 defendió la tesis doctoral, dirigida por el doctor Juan Jiménez Vargas.
Ante la escasez de material médico, el doctor Miranda acompañado por el doctor Ortiz de Landázuri se desplazó con una furgoneta a su casa en Lodosa, donde su padre -ya jubilado-, tenía la consulta médica. Entre los dos cargaron todo lo que pudieron, incluida la mesa de exploración y el instrumental, y lo trasladaron a la Escuela de Medicina.
En 1962 se trasladó a Salamanca, donde trabajó como pediatra. De regreso a Pamplona, aprobó unas oposiciones de puericultor, que le permitieron tener una consulta en el instituto de Higiene. Compatibilizó dicho trabajo con la docencia de esta materia en la UNED. En 1977 fundó la Asociación Navarra de Defensa de la Vida (ANDEVI), a la que ha estado vinculado hasta 2016, impulsando numerosas actividades. Desde esta asociación y gracias a su extensa experiencia como pediatra, ayudó a un buen número de madres en situaciones de riesgo.

### Homenaje
Durante el XXI Congreso Nacional Provida, celebrado en Pamplona (marzo del 2017), se tributó un homenaje al doctor Miranda, por su labor provida en la Comunidad Foral continuada desde los últimos cuarenta años. Se entregaron en su honor los Premios Pepote, a aquellas personalidades provida que hayan ofrecido una información actual y positiva en torno a la defensa de toda vida humana.